# Mikołaj Ossoliński (1599–1663)
Mikołaj Ossoliński herbu Topór (1599–1663) – marszałek Trybunału Głównego Koronnego w 1651 roku, starosta piotrkowski w latach 1651–1657, starosta radoszycki, nowotarski, skalski, knyszyński (1630), elektor (1632) z województwa sandomierskiego i (w 1648)  z województwa krakowskiego.
Był trzecim z synów Prokopa Ossolińskiego (starosty nowotarskiego) (1588–1627) i Katarzyny Biereckiej z Birczy.  
Miał dwóch braci:
- Hieronima Ossolińskiego (1596–1650) – dworzanina królewskiego (1633), starostę żydaczowskiego (1638)
- Zbigniewa Ossolińskiego (zm. 25 lipca 1679) – podstolego ruskiego, kasztelana czerskiego (1655-1663),

oraz siostrę; 
- Barbarę Ossolińską, której mężami zostali; Adam Regowski h. Abdank, Wojciech Niemira – podkomorzy drohicki, Jan Chądzyński – starosta ruski.

Ożenił się Anną Korniakt (zm. 1648) – córką Elżbiety Halszki z Ossolińskich, Korniaktową z Tęczyna,  wnuczką Zbigniewa Ossolińskiego – wojewody sandomierskiego. Otrzymał z wianem większość majątków ziemskich w przemyskim, (skąd pochodzili Korniaktowie);   klucz Rybotycze z zamkiem koło Przemyśla, oraz dobra Husaków i Miżyniec. W sumie 29 wiosek i jedno miasto. Rybotycze stały się główną rezydencją Mikołaja Ossolińskiego, z której dokonywał wypraw na  okolicę. Utrzymywał tam regularne wojsko, wybierane z okolicznych wiosek.
Po śmierci  żony (która zmarła w 1648 w klasztorze przemyskich dominikanek, gdzie schroniła się „czasu ciężkości od wyżej mienionego małżonka"), ożenił się w 1650 z Katarzyną Starołęską, za którą wziął wielkie wiano. Z pierwszego małżeństwa miał syna Jerzego Ossolińskiego (1630–1683) – starostę radoszyckiego, rotmistrza pancernego, a z drugiego po Katarzynie Starołęskiej, córki: Annę (ur. po 1650), wydaną za Zygmunta Mniszcha, a po jego śmierci; za Stanisława Baranowskiego; Katarzynę – wydaną za Ferdynanda Przerembskiego, podczaszego mielnickiego, syna Stanisława Ossolińskiego (po 1650–1700), podstolego lubelskiego, rotmistrza chorągwi koronnej, i Anny z Ustrzyckich. 
Poseł sejmiku szadkowskiego na sejm zwyczajny 1652 roku.
Zamordowany w 1663 roku przez swoją żonę Katarzynę Starołęską.